# Валејо (Калифорнија)
Валејо (енгл. Vallejo) град је у америчкој савезној држави Калифорнија. По попису становништва из 2010. у њему је живело 115.942 становника.

## Демографија
Према попису становништва из 2010. у граду је живело 115.942 становника, што је 818 (0,7%) становника мање него 2000. године.
|                   | 2010.            | 2000.            |
| Укупно            | 115 942 (100,0%) | 116 760 (100,0%) |
| Белци             | 28 946 (24,97%)  | 35 533 (30,43%)  |
| Азијати           | 28 895 (24,92%)  | 28 205 (24,16%)  |
| Хиспаноамериканци | 26 165 (22,57%)  | 18 591 (15,92%)  |
| Афроамериканци    | 25 572 (22,06%)  | 27 655 (23,69%)  |
| Остали            | 6 364 (5,489%)   | 6 776 (5,803%)   |

## Партнерски градови
- Трондхејм
- Акаши
- Bagamoyo
- Baguio
- Ла Специја
- Jincheon County